# Секретарь кнессета
Секретарь кнессета (ивр. מזכיר הכנסת‎) — должностное лицо в кнессете Израиля, чья работа заключается в управлении работой кнессета . Секретарь кнессета отвечает за организацию заседаний кнессета и их административное управление. Секретарь кнессета возглавляет секретариат кнессета, роль которого заключается в подготовке повестки дня пленума Кнессета . Секретарь кнессета присутствует на пленарных заседаниях и консультирует председателя председателя кнессета по вопросам устава кнессета. Когда секретарь кнессета отсутствует, его заменяет его заместитель. Секретарь кнессета и его заместитель избираются председателем кнессета.
Секретарь кнессета не является депутатом кнессета и не является политическим лицом. Его роль чисто административная, на эту должность обычно выбирают человека со знанием законов и процедур кнессета. Если раньше срок полномочий секретаря кнессета был неограничен во времени, то сегодня он составляет десять лет. Секретарь кнессета является членом Международной организации парламентских секретарей.
До 2006 года секретарь кнессета также отвечал за управленческие и административные функции кнессета (и не только во время заседаний кнессета), а также за управление и надзор за его работниками, но эти обязанности, наряду с другими полномочиями, были переданы новой должности, называемой Генеральный директор аппарата кнессета. 
Нынешним секретарем Кнессета является Дан Марзок, а его заместителями являются Элеонора Леон-Ямин и Рада Хасейси.

## Обязанности секретаря кнессета
- Консультирование председателя кнессета по вопросам устава, процедур и практики кнессета.
- Управление списком председателей.
- Связь между кнессетом и правительством .
- Работа с избирательными вопросами.
- Работа с честным соблюдением прав всех фракций.
- Обработка и сопровождение международных договоров до их утверждения правительством.